# Středisko multimediálních zpráv
Středisko multimediálních zpráv (anglicky Multimedia Messaging Service Center, Multimedia Message Service Center, MMSC), též ústředna multimediálních zpráv nebo MMS centrum, je prvek v síti mobilních telefonů, který zajišťuje zpracovávání příchozích a odchozích multimediálních zpráv (MMS), jejich ukládání, konverze a přenos mezi různými systémy. Název je inspirován střediskem krátkých textových zpráv (SMSC); ve standardech se však pro tento prvek používá název MMS Relay/Server.

## Struktura a funkce

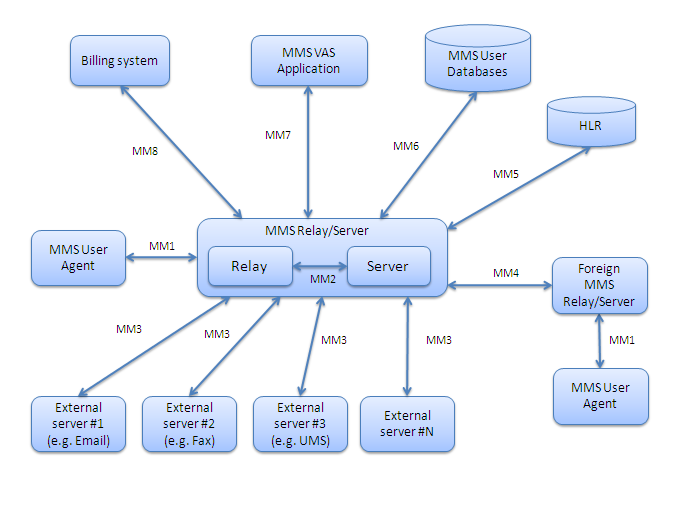
Referenční architektura MMSC

MMSC, Multimedia Messaging Service Center, Multimedia Message Service Center, MMS Service Center je název používaný pro centrální komponentu MMS. Spíše než o oficiální název se jedná o analogii s názvem SMSC Short Message System Service Center pro službu SMS. Dokumenty organizace 3GPP a Open Mobile Alliance používají název MMS Relay/Server.
V závislosti na obchodním modelu může být MMS centrum jedním logickým prvkem nebo může být rozdělené na MMS Relay a MMS Server, které mohou být rozmístěny v různých doménách. MMS Relay/Server musí být schopen generovat účtovací data (Charging Data Record – CDR) při příjmu MMs nebo při doručení MMs na jiný prvek MMSNA podle 3GPP TS 32.270. MMS Relay/Server musí být schopen generovat účtovací data při výměně zpráv s VASP.
MMS Relay je komponenta MMS, která zajišťuje komunikaci s uživatelskými zařízeními, zatímco MMS server je komponenta, která obstarává ukládání zpráv. Jejich vzájemná komunikace probíhá přes rozhraní nazývané MM2, pro které však není standardizován žádný protokol – viz MMS architektura.